# Bahereba Guirassy
Bahereba Guirassy, noto come Herba (Angers, 29 agosto 2006), è un calciatore francese di origini guineane, attaccante del Nantes e della nazionale Under-19 francese.

## Caratteristiche tecniche
Descritto come un giocatore offensivo, abile nel dribbling nello stretto, audace e imprevedibile, può giocare sia da centravanti che su entrambe le fasce d'attacco, prediligendo il lato sinistro a piede invertito.
Nei suoi esordi al Nantes, è stato paragonato a Randal Kolo Muani.

## Carriera

### Club
Cresciuto nel Vaillante Angers, nel 2019 passa assieme a Mohamed Mara all'accademia del Nantes, dove sin da subito si mette in mostra tra i giovani de les canaries.
Nel finale della stagione 2022-2023, dopo aver messo a segno 28 gol in Championnat National U17, fa il salto di categoria venendo aggregato all'Under-19, con cui partecipa alla fase finale del campionato di categoria.
Anche qui risulta decisivo: segna il gol che permette ai canarini di dare via alla rimonta contro il Lens nelle semifinali e segna anche il gol decisivo nella finale contro il Paris Saint-Germain, che fa laureare l'Under-19 campione di Francia per la seconda volta consecutiva.
La stagione successiva firma un contratto da tirocinante con i gialloverdi e viene contemporaneamente promosso in Under-19 e nella squadra riserve.
Con la prima si mette in nostra in campionato (13 gol in 23 presenze) e in UEFA Youth League, contribuendo allo storico raggiungimento delle semifinali della competizione, perse contro i pari età dell'Olympiacos.
Con il Nantes 2, invece, gioca soltanto tre gare, debuttando all'11ª giornata di Championnat National 3 contro il Saint-Philbert, il 27 gennaio 2024.
La stagione successiva, aggregato in prima squadra da Antoine Kombouaré, inizialmente solo per prendere parte alle gare amichevoli pre stagionali, viene confermato anche per le prime gare di campionato e, il 18 agosto 2024, debutta tra i professionisti - e in Ligue 1 - con la maglia del Nantes, subentrando a fine gara a Matthis Abline nel pareggio esterno a reti inviolate contro il Tolosa.
La settimana successiva, il 25 agosto, subentrato a Pedro Chirivella nei minuti finali della gara contro l'Auxerre, mette a segno al 96' la rete del definitivo 2-0, nonché la prima in maglia gialloverde. Nell'occasione, a 17 anni e 362 giorni, diventa il secondo più giovane marcatore del Nantes, dietro al solo Salomon Olembé (17 anni e 250 giorni).
Pochi giorni dopo subisce una distorsione alla caviglia che lo costringe a stare fuori dal campo per quasi due mesi.
A metà ottobre torna in campo, ma con la seconda squadra; mentre il 27 ottobre torna a disputare una gara in prima squadra, segnando anche l'unica rete dei canarini nella sconfitta per 3-1 contro lo Strasburgo.
Appena cinque giorni dopo, il 1º novembre, firma il suo primo contratto da professionista, un quadriennale fino al 2028.
Il mese dopo, il 21 dicembre, debutta in Coppa di Francia contro il Drancy; mentre il 15 gennaio 2025 segna la prima rete nelle competizione succitata, in occasione della gara dei sedicesimi contro il Brest da cui i canarini escono sconfitti per 2-1.

### Nazionale
Nel marzo 2025 riceve la prima convocazione con una nazionale giovanile francese, l'under-19.
Debutta il 19 marzo seguente subentrando a Ismaïl Bouneb durante la gara contro i pari età della Spagna, persa 2-1. Gioca anche le successive due gare contro Lettonia e Italia, concluse rispettivamente con una vittoria e una sconfitta, risultati che sanciscono la mancata qualificazione agli Europei di categoria.

## Statistiche

### Presenze e reti nei club
Statistiche aggiornate al 17 agosto 2025.
| Stagione        | Squadra         | Campionato      | Campionato | Campionato | Coppe nazionali | Coppe nazionali | Coppe nazionali | Coppe continentali | Coppe continentali | Coppe continentali | Altre coppe | Altre coppe | Altre coppe | Totale | Totale |
| Stagione        | Squadra         | Comp            | Pres       | Reti       | Comp            | Pres            | Reti            | Comp               | Pres               | Reti               | Comp        | Pres        | Reti        | Pres   | Reti   |
| --------------- | --------------- | --------------- | ---------- | ---------- | --------------- | --------------- | --------------- | ------------------ | ------------------ | ------------------ | ----------- | ----------- | ----------- | ------ | ------ |
| 2023-2024       | Nantes 2        | N3              | 3          | 0          | -               | -               | -               | -                  | -                  | -                  | -           | -           | -           | 3      | 0      |
| 2024-2025       | Nantes 2        | N3              | 4          | 1          | -               | -               | -               | -                  | -                  | -                  | -           | -           | -           | 4      | 1      |
| Totale Nantes B | Totale Nantes B | Totale Nantes B | 7          | 1          |                 | -               | -               |                    | -                  | -                  |             | -           | -           | 7      | 1      |
| 2024-2025       | Nantes          | L1              | 19         | 2          | CF              | 2               | 1               | -                  | -                  | -                  | -           | -           | -           | 21     | 3      |
| 2025-2026       | Nantes          | L1              | 1          | 0          | CF              | 0               | 0               | -                  | -                  | -                  | -           | -           | -           | 0      | 0      |
| Totale carriera | Totale carriera | Totale carriera | 27         | 3          |                 | 2               | 1               |                    | -                  | -                  |             | -           | -           | 29     | 4      |

## Palmarès

### Competizioni giovanili
- Championnat National U19: 1

Nantes: 2022-2023